# Kristaloterapija
Kristaloterapija je psevdoznanstvena alternativna metoda zdravljenja s kristali in drugimi kamni. Zagovorniki te tehnike verjamejo, da kristali delujejo kot vodniki zdravljenja, omogočajo, da pozitivna zdravilna energija teče v telo, ko negativna energija, ki povzroča bolezni, odteče.
Kristalno zdravljenje naj bi izkoriščalo energijsko moč kristalov in njihov vpliv na telo in duha. Temelji na prepričanju, da so ljudje sestavljeni iz različnih energij oz. frekvenc in da kristali pomagajo odblokirati, uravnotežiti in usmerjati energijo tja, kjer je v telesu najbolj potrebna. Že sama bližina kristalov naj bi tako vplivala na našo energijo na fizični, duhovni in čustveni ravni. Različne vrste kristalov naj bi imele različne lastnosti in energije.

## Zgodovina
Prva zgodovinska dokumentacija o kristalih kot alternativni vrsti medicine izvira iz časa starih Sumercev (okoli leta 4500-2000 pr. n. št.), ki so kristale uporabljali v svojih "čarobnih" zdravilnih formulah. Spisi opisujejo opazovanje moči, ki jih oddajajo različni kristali. Če je prišlo do bolezni ali poškodbe, so tako uporabili določen kamen, z namenom preprečiti negativni učinek. Poleg tega pa so z nošenjem amuletov ali drugih talismanov, s posebnimi kamni okoli vratu, želeli preprečiti negativne vzroke in posledice na človeka. 
Kot pravi začetek zdravljenja s kristali pa lahko povežemo stari Egipt in Mezopotamijo, Indijo, starodavno Grčijo in stari Rim. Stari Egipčani so kopali kristale in jih uporabljali kot pripomočke za zdravje in zaščito. Pogosto so pokojnega pokopali skupaj s kamnom lapis lazuli, v prepričanju, da jih bo zaščitil v posmrtnem življenju, poleg tega pa so jih uporabljali kot amulete za zagotavljanje dobrega počutja posameznika. Oblika, okras, napis, barva, material ali obred, ki se je izvajal z amuletom, je narekoval njegovo moč. Bili so zgolj položeni na telo v obliki kamnov, ali pa so bili uporabljeni kot uhani, prstani, ogrlice ipd. Egipčani so tako z amuleti predstavljali egiptovsko božanstvo in njihove posebne moči. Amuleti so bili prav tako postavljeni na mumije oziroma nad povoje mumije, pri čemer so bili pogrebni kosi običajno večji od tistih, ki so jih nosili živi. Simbolizirali so vstajenje in ponovno rojstvo.
Stari Grki so kristalom dodelili številne lastnosti. Beseda "kristal" izhaja iz grške besede »krýstallos«, kar dobesedno pomeni led. Tako so verjeli, da so kristali dejansko voda, ki je zmrznila do te mere, da je ostala v trdni obliki. Tudi Grki so jih nosili v obliki amuletov, pri čemer so verjeli, da bodo le te pomagali preprečiti zastrupitve. 
Kristalna terapija v novi dobi je povezana s tremi kulturami, britansko, indijsko in indijansko. Britanska kultura ima pogansko zgodovino, ki je navdihnila številne ljudi, ki se ukvarjajo s sodobnim »čarovništvom«. Indijska kultura pa kristalno zdravljenje uporablja kot obliko celostnega zdravljenja in je zapisana v svetih besedilih indijske kulture. Tako so sodobne prakse (predvsem britanska), poenostavile številne starodavne rituale in jih tako naredile bolj dostopne in predvsem privlačne za tiste v zahodni družbi. V indijski kulturi se kristali uporabljajo kot molitvene kroglice pri meditaciji, poleg tega  pa mnogi ljudje še vedno uporabljajo kristalno zdravljenje, kadar sodobna medicina ne deluje ali pa ni dosegljiva. Indijanska kultura in zdravljenje s kristali se skozi generacije prenaša "iz ust do ust", zaradi česar so se številne tradicije in skrivnosti izgubile. V njihovi kulturi pa vseeno obstaja nekaj načel pri zdravljenju s kristali. Uporabljajo jih pri meditaciji, kjer predstavljajo dobre misli in jih navadno uporabljajo tako, da jih nosijo z namenom izkoristiti pozitivne zdravilne »vibracije«.